# YG性格検査
YG性格検査（ワイジーせいかくけんさ）とは、矢田部ギルフォード性格検査の通称。質問紙形式の性格検査の一種である。ジョイ・ギルフォード(Joy Paul Guilford) が作成したギルフォード性格検査をモデルに、矢田部達郎らが日本版として作成した。

## 概要
- D尺度（抑うつ性）
- C尺度（回帰的傾向）
- I尺度（劣等感）
- N尺度（神経質）
- O尺度（客観性）
- Co尺度（協調性）
- Ag尺度（愛想の悪さ）
- G尺度（一般的活動性)
- R尺度（呑気さ）
- T尺度（思考的外向）
- A尺度（支配性）
- S尺度（社会的外向）

の各12問で計120問の質問に「はい」「？」「いいえ」の3通りで答えてもらい、その結果から性格特性を測定する。回答・採点が比較的容易にできるため、臨床の場面に限らず教育・産業など日本の幅広い分野で採用されている検査の一つである。ただし、その測定結果の妥当性については心理学者の村上宣寛などが疑問を呈している。特性論の考えに基づくが、結果の解釈は類型論の立場で行われる。